# Scolecocampa pilosa
Scolecocampa pilosa är en fjärilsart som beskrevs av William Schaus 1914. Scolecocampa pilosa ingår i släktet Scolecocampa och familjen nattflyn. Inga underarter finns listade.